# Juan Antonio Llorente
Juan Antonio Llorente (Rincón de Soto, La Rioja, 30 de març de 1756 - Madrid, 7 de febrer de 1823) va ser un erudit, polític i eclesiàstic apóstata espanyol, un dels principals historiadors antics de la Inquisició, no obstant això ell mateix va confessar que va cremar totes les dades oficials que va fer servir per a la seva obra.

## Biografia
La seua família era pagesa i d'ascendència noble vinculada amb eclesiàstics. Va quedar prompte orfe i el seu oncle Josef González i Mendizábal, presbíter, s'encarrega de la seua tutela. Estudià fins al 1795 gramàtica llatina a Aldeanueva d'Ebro.
Va ser ordenat sacerdot en 1779, i es doctora en Dret canònic l'any següent. En 1782 es desplaça a Calahorra. En 1785 s'estableix a Madrid com a marmessor testamentari de la Duquessa de Sotomayor, dama primera i vicecambrera de la Reina. Gràcies a ella serà nomenat Comissari del Sant Ofici i Secretari supernumerari de la Inquisició de Cort. En 1790 serà nomenat canonge de Calahorra, si bé segueix a la Cort treballant com a censor literari pel Consell de Castella. En 1791 muda la seva residència a Calahorra. En 1793 l'Inquisidor General Manuel Abad y Lasierra li va encarregar un informe sobre la manera d'actuar en els processaments del Sant Ofici. En aquest informe va criticar la forma d'actuar de la Inquisició, suggerint-ne una reforma. Però com el seu destinatari va dimitir, Llorente va haver d'abandonar el seu projecte, si bé va enviar el seu manuscrit a Melchor Gaspar de Jovellanos el 1797, qui el va utilitzar com a font per a la seva Representación al Rey sobre el tribunal de la Inquisición i li va costar empresonament al castell de Bellver, Mallorca. Partidari de Urquijo i, per tant, dels jansenistes, a la seva caiguda el 1801 va haver-hi una gran repressió contra els jansenistes que l'afectà directament. L'Inquisidor General Ramón de Arce l'acusà de trair al Sant Ofici i va ser condemnat a un mes de retir forçós i a la pèrdua dels seus títols de Comissari i Secretari de la Inquisició de Cort.
El 1808, durant les abdicacions de Baiona, envià a Napoleó un Reglamento para la Iglesia Española on proposava una organització del clergat secular d'acord amb la divisió administrativa, així com la supressió dels ordes monàstics. Això va impulsar la seva carrera política, ja que per aquest motiu serà nomenat membre de la Junta Nacional que va reconèixer Josep I i va acatar la Constitució de Baiona. Va destacar entre els afrancesats i defensors la dinastia bonapartista, sent nomenat Conseller d'Estat per a Afers Eclesiàstics, i cavaller comendador de l'Orde Reial d'Espanya el 1809, amb una pensió de 30.000 rals a l'any. Va defensar el Regalisme del nou règim en la seva Colección diplomática sobre las dispensas matrimoniales y otros puntos de disciplina eclesiástica (1809) i en DDisertación sobre el poder que los reyes españoles ejercieron hasta el siglo duodécimo en la división de obispados y otros puntos conexos de disciplina eclesiástica (1810). El juliol del 1813 va haver de fugir a França; va residir a Leitora i després a Bordeus, per establir-se per fi a París el 1814, ja en l'ocàs del Primer Imperi Francès.
Va intentar llavors aconseguir l'indult de Ferran VII, però no ho va aconseguir. Entre 1817 i 1818 va publicar l'obra per la qual és fonamentalment conegut, la seva Istoire critique de l'Inquisition espagnole en quatre volums, per la qual s'havia documentat rigorosament durant la seva època en el tribunal. L'obra va donar lloc tant a grans crítiques per part dels ultrareialistes com a ressenyes elogioses per part dels liberals i els principals historiadors d'Europa. Amb l'arribada de la Constitució de 1812 gràcies al pronunciament de Rafael del Riego el 1820, Llorente es va posar de part del nou estat liberal espanyol; això, al costat de les seves activitats com carbonari, descobertes per l'estat francès, van motivar la seva expulsió de França. Per això es va traslladar a Madrid. La seva activitat regalista va redundar en l'expulsió d'Espanya del nunci apostòlic del Papa el 22 de febrer de 1822 i l'aprovació per les corts el 3 de febrer de 1823 d'un text que intentava arreglar definitivament la situació del clergat.

## Obra
- El recluta gallego, 1782, sarsuela.
- Preferencia de los embajadores de España a los de Francia en los Concilios generales en la corte de Roma y en otras asambleas diplomáticas, 1786.
- Monumento romano, descubierto en Calahorra día 4 de marzo de 1788, Madrid, (1789)
- Discursos histórico-canónicos sobre el origen y naturaleza de los beneficios patrimoniales del obispado de Calahorra, 1790.
- Disertación sobre el sitio en que estuvo la antigua Segóbriga, 1790.
- "Declaración de palabras del siglo XIII" y "Discurso preliminar" a la seva edició del Fuero juzgo, 1790-1791.
- Historia de la emigración de los clérigos franceses a España, 1793, perduda.
- Discurso sobre la navegación del Ebro, 1797.
- Discurso sobre calificadores del Santo Oficio, 1797.
- Discursos sobre el orden de procesar en los tribunales de Inquisición, 1797.
- Plan económico para extinguir anualmente vales reales y acreditar los existentes, 1799.
- Noticias históricas de las tres provincias vascongadas, 1805.
- Reglamento para la Iglesia Española 1808.
- Colección diplomática sobre las dispensas matrimoniales y otros puntos de disciplina eclesiástica (1809)
- Disertación sobre el poder que los reyes españoles ejercieron hasta el siglo duodécimo en la división de obispados y otros puntos conexos de disciplina eclesiástica (1810).
- Memoria histórica sobre cuál ha sido la opinión nacional de España acerca del tribunal de la Inquisición, 1812.
- Eurico, tragèdia.
- Discurso sobre la opinión nacional de España acerca de la guerra con Francia, València, 1812.
- Observaciones sobre las dinastías de España, València, 1812.
- Carta crítica sobre si el templo del Pilar de Zaragoza fue construido fuera o dentro de las murallas romanas de la ciudad, 1812.
- Memorias para la historia de la revolución de España, París, 1814 y ss., els dos primers toms també en francès, publicats amb l'anagrama de Juan Nellerto.
- Defensa canónica y política de don Juan Antonio Llorente contra injustas acusaciones de fingidos crímenes; trascendental en varios puntos al mayor número de españoles refugiados en Francia, 1816.
- Lettre à M. Clausel de Coussergues sur l'Inquisition espagnole, 1817, traduït i editat a Juan A. Llorente, España y la Inquisición (Selección de textos), trad. per C. Linares del Castillo), pròleg i notes de M. Boeglin, Sevilla, Renacimiento, 2007.
- Histoire critique de l'Inquisition espagnole (1817 y 1818), 4 vols.
- Noticia biográfica (Autobiografía). Edición de Antonio Márquez y Emil van der Vekene. Madrid: Taurus, 1982.